# Didier Gadou
Didier Gadou (Vieux-Boucau-les-Bains, 28 settembre 1965) è un ex cestista, allenatore di pallacanestro e dirigente sportivo francese.

## Carriera
Con la Francia ha disputato due edizioni dei Campionati europei (1991, 1995).

## Palmarès

### Giocatore
- Campionato francese: 7

Pau-Orthez: 1985-86, 1986-87, 1991-92, 1995-96, 1997-98, 1998-99, 2000-01
- Coppa Korać: 1

Pau-Orthez: 1983-84

### Allenatore
- Campionato francese: 1

Pau-Orthez: 2003-04